# Каприччио на датские и русские темы
Каприччио на датские и русские темы (фр. Caprice sur des airs danois et russes), соч. 79 ― произведение для флейты, гобоя, кларнета и фортепиано, сочинённое Камилем Сен-Сансом в 1887 году. Использование в пьесе датских и русских мотивов, с которыми Сен-Санса познакомил музыковед Жюльен Тьерсо, может быть связано с тем, что композитор посвятил каприччио Марии Фёдоровне, урождённой принцессе датской Дагмаре, в 1866 году ставшей супругой российского императора Александра III.

## История
В 1887 году Сен-Санс был нанят Французским обществом Красного Креста для участия в семи концертах в честь праздника Пасхи, даваемых оркестром Санкт-Петербургской Императорской оперы. Композитор пригласил флейтиста Поля Таффанеля, гобоиста Жоржа Жилле и кларнетиста Шарля Тюрбана поехать вместе с ним в Россию и написал каприччио незадолго до отъезда из Парижа.
Премьера произведения состоялась 21 апреля 1887 года в Санкт-Петербурге с участием композитора ― он сыграл партию фортепиано. По сообщениям современников, исполнение каприччио было кульминационным моментом всех концертов, несмотря на то, что в их программу также входили другие сочинения Сен-Санса ― например, различные фортепианные пьесы, музыка из его опер и балетов, а также произведения для флейты с оркестром («Тарантелла», «Романс» и прелюдия к оратории «Потоп»).
В первый день состоялся торжественный вечер, на котором присутствовали многие знатные особы. На третий день открылись петербургские театры и сразу же пригласили к себе лучших исполнителей <…> Концерты стали очень модными; впервые публика аплодировала соло на флейте, кларнете и гобое ― инструментах, на которых было непривычно слышать самостоятельную игру.Жан Боннеро
Антон Рубинштейн, в то время директор Санкт-Петербургской консерватории, как сообщается, был настолько впечатлен этими выступлениями, что пригласил всех своих учеников по классу духовых на заключительный концерт 26 апреля, чтобы они могли «получить некоторое представление о том, каких именно высот можно достичь, играя на этих инструментах».
После ещё двух концертов, прошедших в Москве, четверо музыкантов вернулись в Париж и затем, в июне 1887 года, отправились в Лондон.

### Публикация
17 апреля 1887 года, за несколько дней до премьерного исполнения пьесы, Сен-Санс написал своему издателю Огюсту Дюрану: «Мы репетировали каприччио для флейты, гобоя, кларнета и фортепиано. Не печатайте его, пока я не внесу в партитуру некоторые изменения. Не нужно спешить». 30 апреля, уже после премьеры, композитор написал: «[Произведение] было настолько популярно, что я не осмелился изменить в нём ничего, кроме самых незначительных деталей». Пьеса в итоге была опубликована в сентябре 1887 года.
Сен-Санс был против создания всевозможных аранжировок своего каприччио ― это подтверждает цитата из его письма Дюрану, отправленного 30 ноября 1889 года: «Я отказываюсь аранжировать „русскую пьесу“, и мне бы не хотелось, чтобы она была переложена для других инструментов. Поразмыслив, я пришел к убеждению, что без инструментов, для которых пьеса была создана, она стала бы безвкусной». Тем не менее, А. Бенфельд, близкий друг и почитатель Сен-Санса, сделал аранжировку произведения для двух фортепиано, которая была издана в январе 1896 года и впервые исполнена Жюльет Тутен и Луизой Лоте на концерте в зале Плейель 20 декабря того же года.

## Структура
Произведение состоит из одной части, на исполнение которой уходит примерно 11 минут. Структурно пьесу можно разделить на три основных раздела: вступление, тема датской песни с вариациями и мотивы двух русских песен с вариациями и кодой. Все три главные темы композиции вводятся разными духовыми инструментами.

### Анализ
Каприччио начинается с виртуозного вступления, сопровождающегося быстрыми арпеджио:
Концовка вступительного раздела отмечена ферматой, после которой флейта представляет тему датской песни (далее ― тема A) под аккомпанемент фортепиано (такт 38):
Далее эту тему повторяет гобой, и после этого «по нарастающей», с постепенным увеличением темпа, следуют четыре вариации. Краткая фортепианная интерлюдия, снова заканчивающаяся ферматой, знаменует переход к русским песням.
Первая русская мелодия (тема B), отмеченная «Moderato ad libitum», начинается с лирического соло гобоя в сопровождении фортепиано (такт 122):
Эту тему сразу же повторяет кларнет. В новой секции пьесы ― Allegro vivace ― фортепиано играет быстрый аккомпанемент, состоящий из шестнадцатых нот, под который кларнет «пополняет» тематический материал произведения следующей русской мелодией (тема C, такт 159):
Вариации на русские темы отличаются по стилю от «датских вариаций» своей «концертностью». Первая вариация темы B представляет собой торжественный эпизод со скачками на октаву и широкими аккордами в исполнении фортепиано; в ней также заметны некоторые черты вступления. За повторением темы C следуют три разнохарактерные вариации, вторая из которых написана в форме канона.
Тема B вновь возвращается в такте 335, и вскоре к её проведению присоединяются другие духовые инструменты, что в итоге приводит к коде, начинающейся с такта 343.

## Критика
Несмотря на то, что пьеса была по достоинству оценена в Санкт-Петербурге и в Лондоне, один из критиков, посетивших фестиваль камерной музыки в Бонне в 1905 году, не был так впечатлён произведением: «Исполнение октета Гуви и квартета Сен-Санса (Caprice sur des Airs danois et russes) на третий день [фестиваля] было совершенно прекрасным; однако остаётся только сожалеть о выборе именно этого квартета, поскольку данное произведение, может быть, и очень красиво сыгранное, в музыкальном плане совершенно незначительно и уж точно не входит в число лучших работ, созданных Сен-Сансом. Привлекательны в нём только темы, которые не были сочинены самим композитором; остальное, конечно, может заинтересовать музыкального теоретика, но для слушателя оно не будет иметь большого значения. Эта работа полностью выходила за рамки такой приличной программы».
Музыковед Сабина Теллер Ратнер, напротив, хорошо отозвалась о пьесе и отметила, что в каприччио «замечательные оттенки палитры деревянных духовых инструментов ― как оживлённые, так и скорбные ― перемежаются искромётными фортепианными пассажами».
Эдвард Блейкман так пишет об этом произведении:
В своём каприччио композиционная манера Сен-Санса предстаёт в самой непринуждённой и занимательной форме. Структура пьесы проста, мелодии ― будь то действительно народные мотивы или нет ― нежно-жалобные, но, несмотря на это, композитор то и дело выставляет их в более энергичном виде. Настроение, текстура и выбор регистра постоянно меняются по мере того, как Сен-Санс акцентирует внимание то вокруг духовых инструментов, то вокруг фортепиано. <…> Это салонная музыка высочайшего качества, со всем имперским блеском Второго фортепианного концерта, который Сен-Санс также исполнял во время этого турне [1887]. В каприччио точно передан дух роскоши русского двора, который был так симпатичен французской культуре ― тот «заколдованный мир снега и позолоты», так блестяще воссозданный Сашеверелом Ситуэллом.